# Đoàn Thụ
Đoàn Thụ  (1715-?), (còn có tên là Đoàn Chú, người xã Phù Lỗ huyện Kim Hoa (nay thuộc xã Phù Lỗ huyện Sóc Sơn, Hà Nội), đỗ thủ khoa thi Đình, đệ nhị giáp, tiến sĩ xuất thân (hay còn gọi là Đình nguyên, Hoàng giáp) khoa Bính Dần niên hiệu Cảnh Hưng thứ 7 năm 1746. thời Lê trung hưng. Cả khoa thi này lấy đỗ có bốn người, cùng khoa này có Trần Danh Tố, Đào Vũ Thường, Nguyễn Như Thức đỗ đệ tam giáp, đồng tiến sĩ xuất thân.
Đoàn Thụ làm quan Tả Thị lang, tước Diên Trạch hầu. Có tài liệu ghi là Đoàn Chú . Tên ông có trong danh sách Thủ khoa nho học Việt Nam- ở số thứ tự 125.